# Sari-Hautkrebs
Sari-Hautkrebs (englisch: saree cancer) ist eine Form von Hautkrebs, die entlang der Hüften von Frauen, welche einen Sari tragen, auftreten kann. Der Sari-Krebs wird durch die ständige Hautreizung verursacht, die auch zu Schuppenbildung oder Hypopigmentierung führen kann. Es handelt sich um eine seltene Krebserkrankung, die im Allgemeinen auf dem Indischen Subkontinent auftritt, wo der Sari als Alltagstracht der Frauen weit verbreitet ist. Der Sari-Hautkrebs ähnelt in seiner Ätiologie dem Marjolin-Ulcus, indem er zu chronischen Entzündungen führt.

## Ätiologie

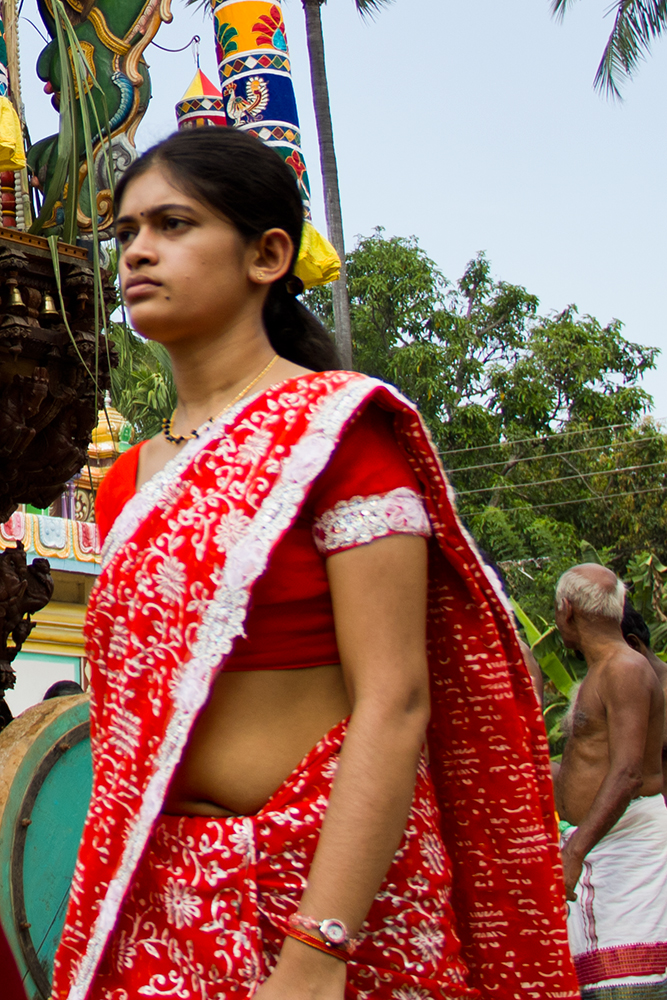
Ein um die Hüften geschlungener Sari. Im Hintergrund ein Mann mit Dhoti.

Der Sari ist eine verbreitete Tracht der Frauen auf dem Indischen Subkontinent. Es handelt sich dabei um einen ungefähr 5,5 m langen Streifen Tuch aus verschiedenen Materialien wie Baumwolle, Seide, Nylon, Chiffon oder sonstige Kunstfasern. Er wird mit einem Unterrock getragen, der mit einer dicken Baumwollkordel um die Hüften gegürtet ist. Diese Kleidung wird meistens ein Leben lang getragen. Der Sari liegt dabei in einem feucht-heißen Klima tagsüber ständig eng an der Haut der Hüftregion an, wobei die Haut oft mit Staub und Schweißrückständen verunreinigt und ungenügend gereinigt wird. Zusätzlich hautbelastend sind die bunten Farben, die in der Regel stark schwermetallhaltig sind. Dies führt zu einer Pigmentierung und milden Hautschuppungen an den Hüften. Dies wiederum erzeugt eine chronische Reizung und graduelle Malignität der Hüftlinie.

## Symptomatik
Die häufigsten Symptome des Sari-Hautkrebses sind die ständige Hautreizung mit Schuppenbildung und Pigmentstörungen an der Hüftlinie; diese Symptome verfestigen sich und werden mit der Zeit chronisch. Es können offene, nicht heilende Ulcera, hypopigmentierte Hautflächen oder auch tumorartige Läsionen auftreten. Diese Läsionen können mit Absonderung von übelriechendem Sekret einhergehen.

## Diagnose, Behandlung und Prävention
Zur Bestätigung der Diagnose ist eine Biopsie erforderlich. In vielen Fällen wird eine chirurgische Entfernung des Tumors mit anschließender Hauttransplantation als Mittel der Wahl angesehen.
Eine veränderte Trageweise des Unterrocks kann dabei den Sari-Trägerinnen helfen, ein Auftreten der Krebserkrankung zu verhindern. Solche Maßnahmen können sein:
- Lockern des Unterrocks,
- Austausch des üblichen seilartigen Gürtels durch einen breiteren Gurt, der den Druck besser auf die Haut verteilt,
- ständiges Anpassen der Straffung des Gürtels.[1]

## Medizingeschichte

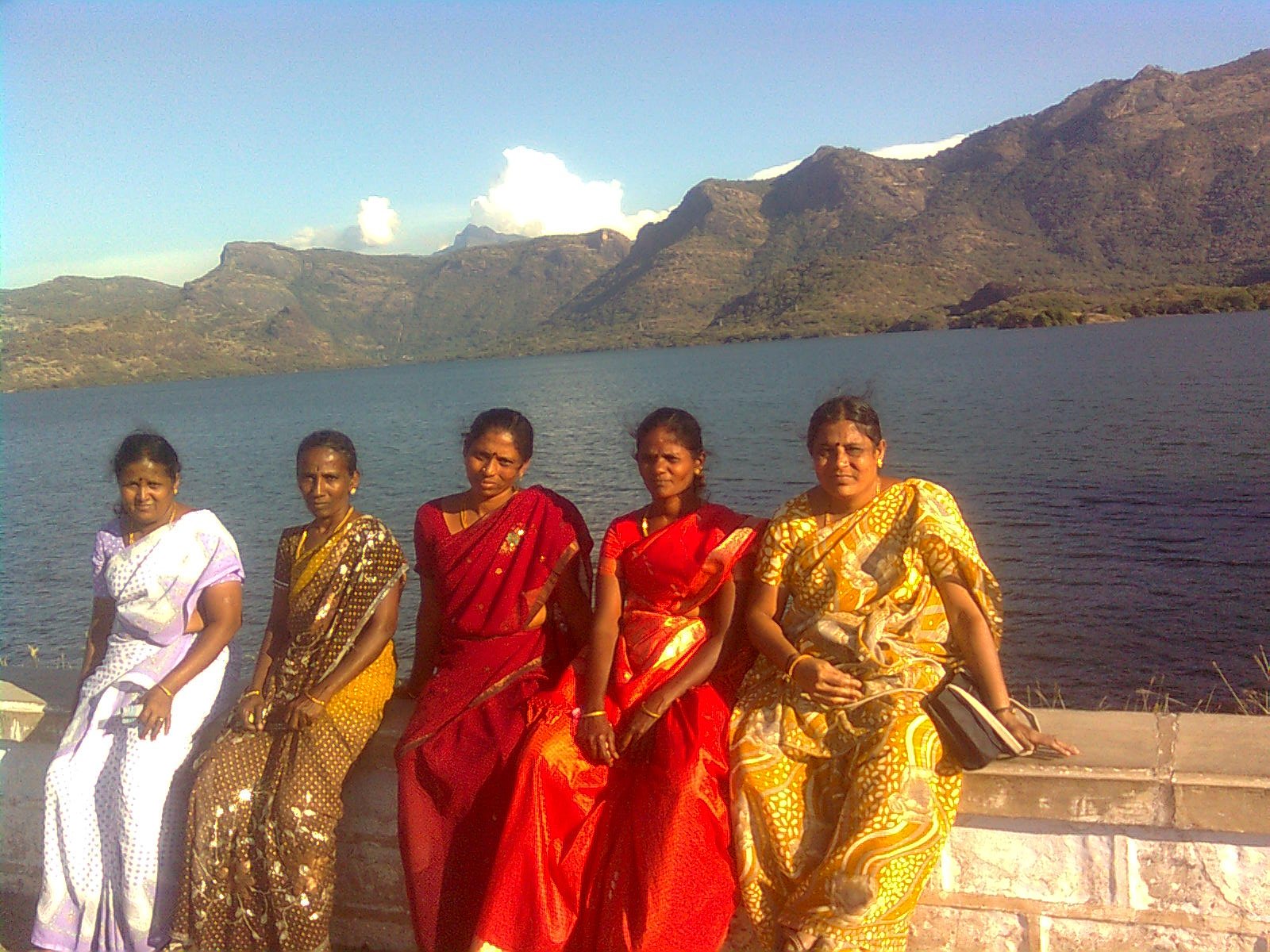
Der Sari ist eine Tracht, die von vielen Frauen ein Leben lang getragen wird.

1945 berichteten Khanolkar und Suryabai über eine neue Art von Hautkrebs mit hypopigmentierten, verdickten Narben, die ein verstärktes Potential für maligne Läsionen hatten. Sie nannten dies dhoti cancer, Dhoti-Krebs, was dem Sari-Hautkrebs nahekommt. Der Dhoti ist das traditionelle Beinkleid der indischen Männer, welches ebenfalls um die Hüften geschlungen wird. Der Begriff saree cancer wurde zuerst von einer Gruppe Mediziner um A. S. Ptil vom Bombay Hospital in einer Publikation des Bombay Hospital Journals verwendet. Dermatologische Probleme der Hüftregion bei indischen Frauen, die den Sari tragen, waren bereits zuvor von anderen Forschern beschrieben worden. Dieser Typ Hautkrebs wird heute als Entsprechung der bösartigen Degeneration einer chronischen Wunde angesehen, wie sie 1828 von Jean-Nicolas Marjolin beschrieben wurde.